# Wacław Szamotulski
Wacław Szamotulski (polonès: Wacław z Szamotuł)  (Szamotuły, 1520 (Gregorià) - Vílnius, 1560 (Gregorià)) també Wacław Szamotulczyk, en llatí Venceslaus Samotulinus, en alemany Wenzel von Samter, fou un compositor polonès.

## Biografia
Wacław z Szamotuł fou estudiant de l'Acadèmia Lubrański de Poznań i després va estudiar a la Universitat de Cracòvia el 1538. El 1547 o 1548 va ser nomenat compositor a la cort de Segimon II August. El 1555 Wacław va abandonar Cracòvia, després d'haver rebut el títol de "compositor reial". No obstant això, durant la vida de Szamotuly la seva música era coneguda fora de Polònia.
Va morir aviat i només sobreviuen algunes de les seves obres. En paraules de Szymon Starowolski, que va escriure la primera biografia concisa de Wacław, "Si els déus l'haguessin deixat viure més temps, els polonesos no haurien d'envejar als italians els seus Palestrina, Lappi o Vedana."
Els seus motets In te Domine speravi i Ego sum pastor bonus són les primeres composicions musicals poloneses que es van publicar a l'estranger. Segons Gustave Reese, l'estil de Wacław es pot veure en aquests dos motets; "la constant superposició de frases i l'estil imitatiu de ple dret revelen la influència franco-holandesa".

## Obres
Motets (Motety)
- In te, Domine, speravi (publicat a Nuremberg, 1554)
- Ego sum pastor bonus (publicat a Nuremberg, 1564)
- Nunc scio vere

Cançons (Pieśńi)
- Alleluja, Chwalcie Pana Alleluia (Laudate Dominum omnes gentes — Al·leluia, lloeu el Senyor Al·leluia)
- Nakłoń, Panie, ku mnie ucho Twoje (Inclina, Senyor, la teva oïda cap a mi)
- Kryste dniu naszej światłości (Oh Crist, dia de la nostra llum) — un himne de la quaresma (c. 800)
- Błogosławiony człowiek (Beatus vir, qui non abiit... — Beneït és l'home)
- Modlitwa, gdy dziatki spać idą o Już się zmierzka (Oració quan els nens petits van a dormir). Aquesta és potser la seva composició més coneguda. Henryk Górecki (1933-2010) va utilitzar aquesta bella melodia renaixentista en almenys tres composicions: Coral en forma de cànon (1961/1984), Música antiga polonesa (1969) i el Primer quartet de corda (1988), subtitulat Już się zmierzcha (El capvespre s'acosta).
- Pieśń o narodzeniu Pańskim o Pochwalmyż wszytcy społem (Cançó de la Nativitat del Senyor)
- Powszechna spowiedź(Confessió diària). Aquesta composició té una textura homofònica, és a dir, que essencialment totes les notes es produeixen al mateix temps, en contrast amb la polifonia imitativa.